# 31487 Parthchopra
31487 Parthchopra este un asteroid din centura principală de asteroizi.

## Descriere
31487 Parthchopra este un asteroid din centura principală de asteroizi. A fost descoperit pe 10 februarie 1999 la Socorro, New Mexico, în cadrul proiectului LINEAR. Asteroidul prezintă o orbită caracterizată de o semiaxă mare de 2,23 ua, o excentricitate de 0,11 și o înclinație de 6,3° în raport cu ecliptica.